# Pissi (Kando)
Pour les articles homonymes, voir Pissi.
Pissi est un village du département et la commune rurale de Kando situé dans la province du Kouritenga et la région du Centre-Est au Burkina Faso.

## Géographie
La commune est traversée par la route nationale 15.

## Éducation et santé
Pissi accueille un centre de santé et de promotion sociale (CSPS) tandis que le centre médical (CM) se trouve à Pouytenga.